# Gammel Havn
Gammel Havn er en tilsandet havn på Fur i Limfjorden, hvor der i et restaureret bundgarnshus er indrettet et museum med en udstilling, der fortæller om havnens historie og Limfjordsfiskeriets afvikling. I 1911 byggede fiskerne på Fur en havn på øens sydvestkyst. Men på grund af tilsanding opgav man havnen og flyttede i 1956 til en nybygget havn ved færgestedet.

## Havnen sandede til
Da fiskerne byggede molen ved Gammel Havn for at skabe læ for fiskerbådene, havde de ikke taget højde for de lokale vind og strømforhold. Furs vestkyst er delvist beskyttet af Knuden, men den fremherskende vind fra nordvest skaber bølger og strøm, der transporterer sand langs kysten. Samtidig med at molen ved Gammel Havn skabte læ for fiskerbådene, skabte den også læ for sandtransporten. Sandet blev aflejret både nord og syd for molen.
Vind og bølger fra sydvest omlejrede sandet syd for molen og pressede det ind i havneindløbet. Disse forhold skabte et klassisk vinkelforland. Udbygning af molen i 1923 løste ikke problemet, idet vinkelforlandet blot blev større og havnen måtte til sidst opgives i 1956.

## Ejerskab
I 1994 overtog Fur Museum et areal på 5.234 m² af det gamle havneområde, inklusive havnebassin, bolværk og det gamle bundgarnshus. I bundgarnshuset er der siden lavet en udstilling, der fortæller om havnens historie og Limfjordsfiskeriets afvikling. Fur Museum er i dag en del af Museum Salling.
I området er der etableret en natursti, så man kan gå fra bundgarnshuset hen over havnens tilsandede indsejling og ned til stranden.56°48′45″N 8°58′51″Ø / 56.81249°N 8.98078°Ø